# Wierzba zielna
Wierzba zielna, wierzba nibyzielna (Salix herbacea) – gatunek rośliny należący do rodziny wierzbowatych. Występuje w Europie i Ameryce Północnej na obszarach wokółbiegunowych. W Polsce występuje w Sudetach, Tatrach i na Babiej Górze.

## Morfologia
PokrójBardzo mała, płożąca się krzewinka. Najmniejszy gatunek wierzby. Zwykle składa się tylko z kilku do kilkunastu liści i kilkucentymetrowej łodyżki.
ŁodygaPłożąca się, wysoka na kilka centymetrów, wytrzymująca pod śniegiem blisko 8 miesięcy w roku. Gałązki mogą osiągać długość do 4 m, zwykle jednak są znacznie mniejsze, przeważnie mają długość od kilku do kilkudziesięciu cm. Pąki nagie.
LiścieKształt okrągły lub jajowaty, długość do 2 cm, tępe, czasami wycięte, brzegi słabo karbowane lub piłkowane. Cechą charakterystyczną jest, że końce liści nigdy nie są zaostrzone. Wyrastają na krótkich ogonkach, z obu stron są żywozielone. Wyraźnie widoczne nerwy.
KwiatyZebrane w kwiatostany zwane kotkami, na oddzielnych kwiatostanach kwiaty męskie i żeńskie. W kotce zwykle tylko kilka kwiatów. Słupki nagie z bardzo krótką, rozdwojoną szyjką i rozdwojonymi znamionami. Kwiaty męskie z dwoma wolnymi pręcikami. Roślina miododajna, miodniki tworzą zwarty, nierówno wcinany pierścień.

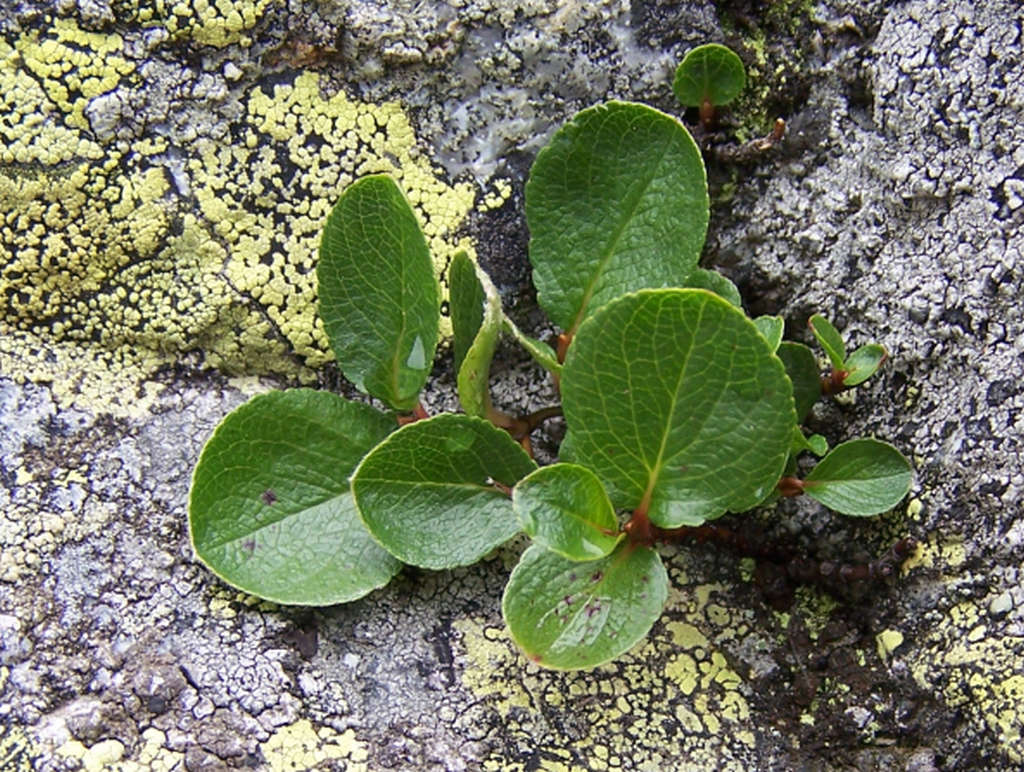
Liście
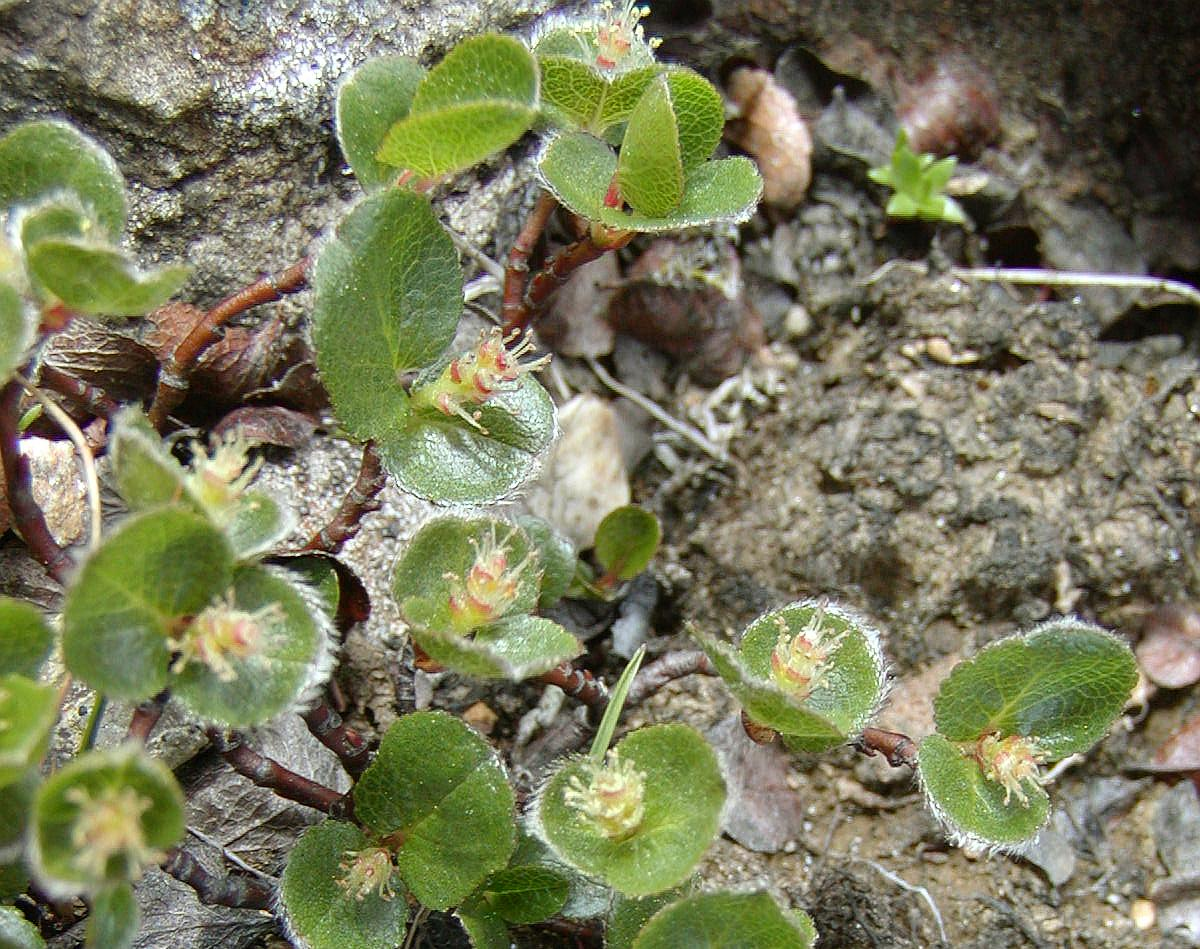
Kwiaty męskie
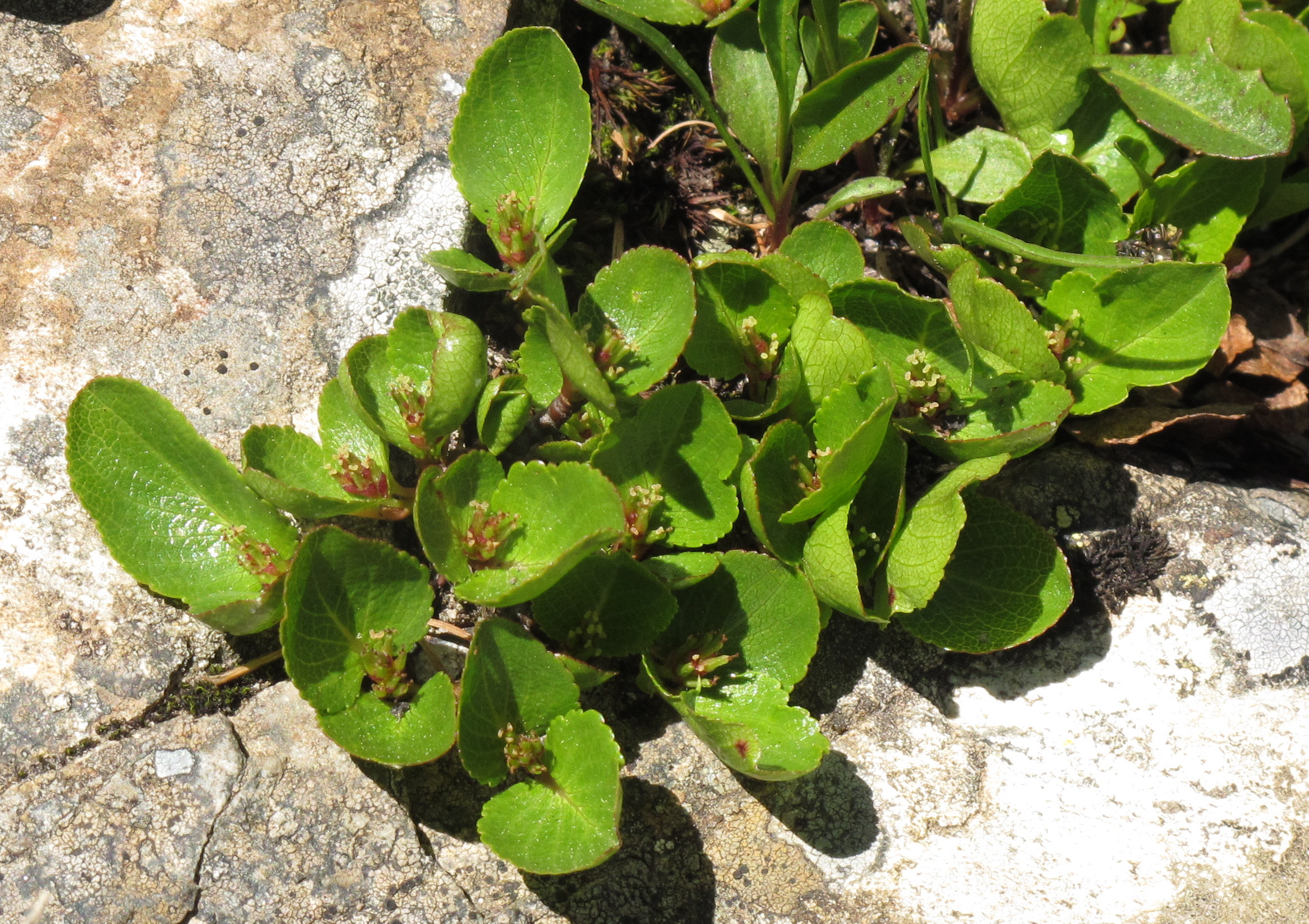
Kwiaty żeńskie
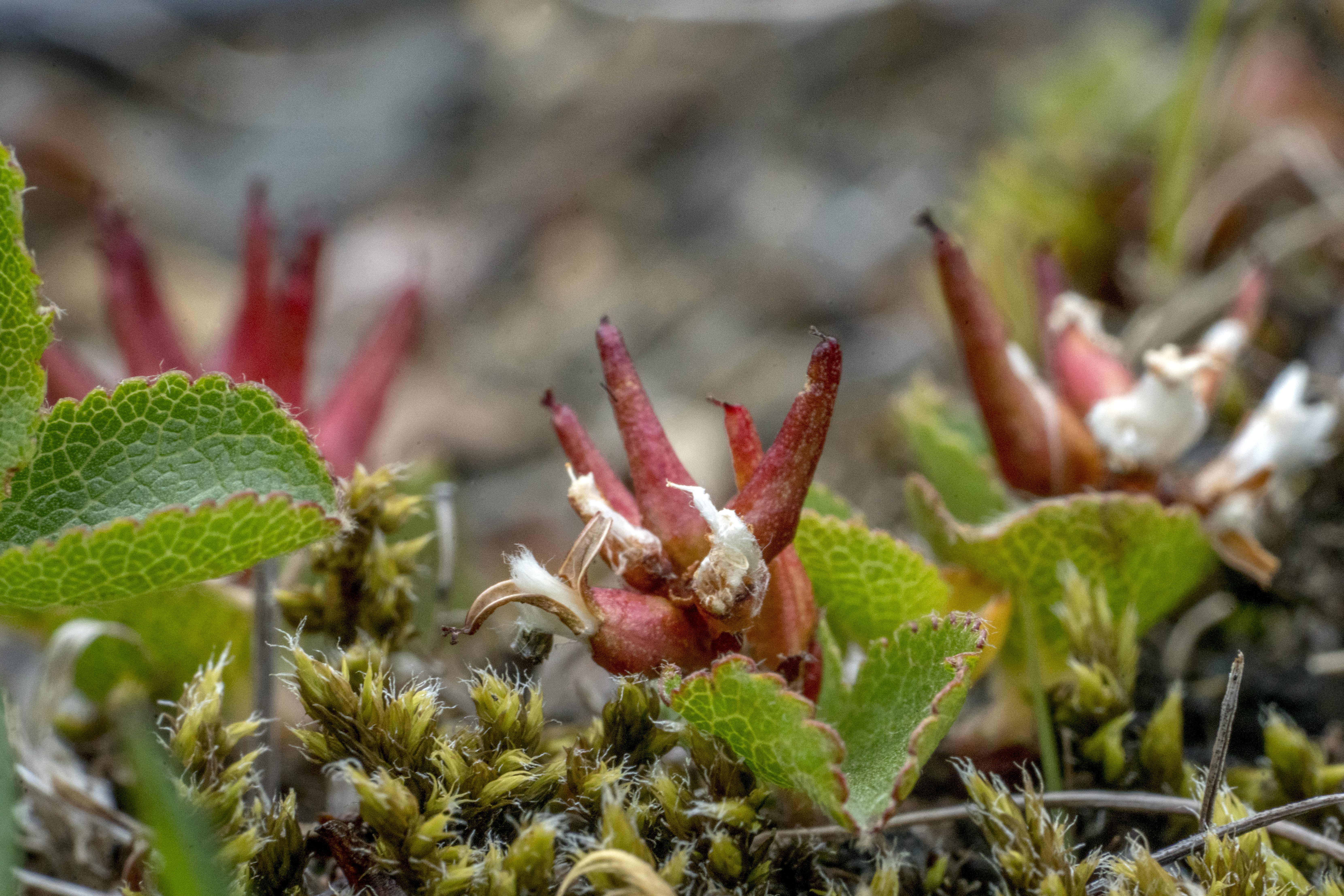
Owoce
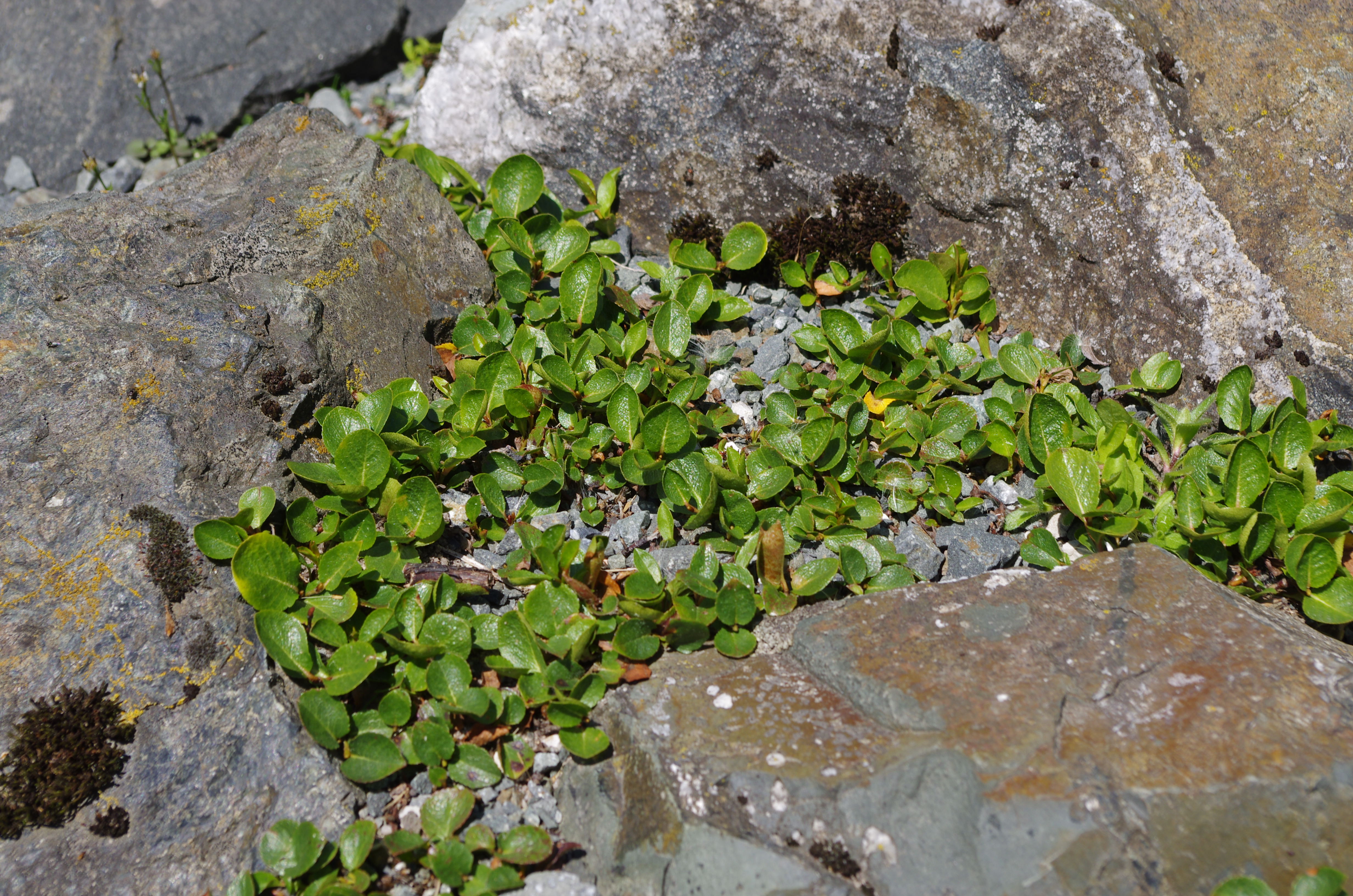
Kępa

## Biologia i ekologia
- Rozwój: Roślina wieloletnia. Kwiaty zakwitają równocześnie z rozwojem liści, od lipca do sierpnia.
- Siedlisko: ocienione i wilgotne zagłębienia partii szczytowych gór, zwanych wyleżyskami, również wilgotne szczeliny między skałami. Roślina arktyczno-alpejska, w Polsce będąca reliktem glacjalnym. Oreofit, w Tatrach występuje na wysokościach od 1160 do 2629 m n.p.m. (Lodowy Szczyt).
- Gatunek charakterystyczny dla rzędu (O.) Salicetalia herbaceae i Ass. Salicetum herbaceae[4].
- Tworzy mieszańce z w. alpejską, w. dwubarwną, w. lapońską, w. oszczepowatą, w. uszatą, w. wykrojoną i w. żyłkowaną[5].